# Кирик Ружинський
Ки́рик (Кирило) Остафійович Ружи́нський (? — бл. 1601) — руський князь, отаман на Запоріжжі, згодом черкаський підстароста. Брати: низовий гетьман Богдан, Миколай, Михайло. Один з братів здобув татарський замок Сламгород і зрівняв його з землею. Історик Іван Крип'якевич називав його ім'ям Костянтин.

## Життєпис
1585 року деякий час перебував на Запорозькій Січі, брав участь у поході запорожців проти татар.
За даними Івана Крип'якевича, 1588 року разом з 1700-ма козаками брав участь у святкуванні коронації (святковий обхід) Сигізмунда III Вази на Площі Ринок у Львові.
Під час повстання Северина Наливайка 1594-96 років очолював передовий загін коронних військ, який вів бої проти повстанців на Київщині. 27 березня 1596 року Матвій Шаула інформував його про хід перемовин з С.Наливайком, обіцяючи видати його.У квітні 1596 року загін Кирика був розбитий козацькими військами під командуванням Северина Наливайка і Матвія Шаули поблизу Білої Церкви.
За лицарські заслуги король Польщі та правитель Речі Посполитої Стефан Баторій надав йому 1581 року в довічне користування Котельню за Житомиром.  Під час того, як Кирика не було вдома, татари напали на Ружин, загорівся і будинок князя Кирика, у якому згоріла його перша дружина — княгиня Євдокія Куневська. Від неї мав сина Романа та доньок: Анну, Гелену та Ядвіґу. Вдруге одружився з Ядвігою Фальчевською.
Був похований у церкві в Котельні.